# ساندي تورانس
ساندي تورانس (بالإنجليزية: Alex Torrance)‏ (29 سبتمبر 1901 بغلاسكو في المملكة المتحدة - 14 أبريل 1941 ببرستل في المملكة المتحدة) هو لاعب كرة قدم بريطاني (وحمل سابقاً جنسية المملكة المتحدة لبريطانيا العظمى وأيرلندا) في مركز نصف الجناح. لعب مع نادي بريستول سيتي ونادي باث سيتي.